# Феррара, Фернандо
Фернандо Габриэль Феррара Триподи (исп. Fernando Gabriel Ferrara Tripodi; род. 24 июля 1968) — аргентинский хоккеист на траве, нападающий; тренер. Участник летних Олимпийских игр 1988, 1992 и 1996 годов, чемпион Панамериканских игр 1991 года, серебряный призёр Панамериканских игр 1987 года.

## Биография
Фернандо Феррара родился 24 июля 1968 года в семье игрока клуба «Сьюдад-де-Буэнос-Айрес». Был футбольным вратарём школы № 12 и хоккейным нападающим в «Сьюдад-де-Буэнос-Айрес», потом сделал выбор в пользу хоккея. Играл за испанский клуб «Депортиу Террасса» (под руководством Марсело Гарраффо), итальянские «Виллафранка», «Чернуско» (играющий тренер), «Амсикора» и «Бра».
В составе сборной Аргентины по хоккею на траве дважды выигрывал медали Панамериканских игр: серебряную в 1987 году Индианаполисе и золотую в 1991 году в Гаване.
В 1988 году вошёл в состав сборной Аргентины по хоккею на траве на летних Олимпийских играх в Сеуле, занявшей 8-е место. Играл в поле, провёл 7 матчей, забил 3 мяча (по одному в ворота сборных Испании, Кении и Индии).
В 1990 году участвовал в чемпионате мира в Лахоре, где аргентинцы заняли 9-е место. Забил 3 мяча.
В 1992 году вошёл в состав сборной Аргентины по хоккею на траве на летних Олимпийских играх в Барселоне, занявшей 11-е место. Играл в поле, провёл 7 матчей, забил 11 мячей (семь в ворота сборной Египта, три — Малайзии, один — Германии).
В 1994 году участвовал в чемпионате мира в Сиднее, где аргентинцы заняли 7-е место. Забил 6 мячей.
В 1996 году вошёл в состав сборной Аргентины по хоккею на траве на летних Олимпийских играх в Атланте, занявшей 9-е место. Играл в поле, провёл 7 матчей, забил 4 мяча (два в ворота сборной США, по одному — ЮАР и Малайзии).
По окончании игровой карьеры стал тренером. Был главным тренером женской сборной Италии и консультантом мужской сборной. В 2015 году вернулся на родину для ухода за заболевшей матерью и сестрой-инвалидом, возглавил «Сьюдад-де-Буэнос-Айрес». В 2019 году выиграл Метрополитано с клубом «Ломас», после чего возглавил женскую молодёжную сборную Аргентины и стал помощником Карлоса Ретеги. В октябре 2021 года после ухода в отставку Ретеги работает главным тренером женской сборной Аргентины, с которой в 2022 году завоевал серебряные медали чемпионата мира в Таррасе и Амстелвене.